# Charles Dodge
Charles Malcolm Dodge (ur. 5 czerwca 1942 w Ames w stanie Iowa) – amerykański kompozytor.

## Życiorys
Studiował na University of Iowa u Richarda Hervinga i Philipa Bezansona (1960–1964) oraz na Columbia University u Chou Wen-chunga, Otto Lueninga i Vladimira Ussachevsky’’ego (1964–1970). Odbył także letnie kursy u Dariusa Milhauda w Aspen Music School (1961) i Gunthera Schullera w Berkshire Music Center w Tanglewood (1964). Uczęszczał na zajęcia z programowania komputerowego u Arthura Bergera i Lukasa Fossa. Wykładał na Columbia University (1967–1969 i 1970–1977), Princeton University (1969–1970), Brooklyn College w Nowym Jorku (1977–1995) oraz Dartmouth College (1995–2009). Od 1971 do 1977 roku współpracował z Maxem Mathewsem w Bell Telephone Laboratories w New Jersey. Pełnił funkcję prezesa American Composers Alliance (1971–1975) i American Music Center (1979–1982). Otrzymał Bearns Prize (1964, 1967) i American Academy of Arts and Letters Award (1975). Był dwukrotnym laureatem stypendium Fundacji Pamięci Johna Simona Guggenheima (1972, 1975).
Był jednym z pionierów muzyki komputerowej, współpracował ze studiami na Uniwersytecie Kalifornijskim w San Diego (1974) i Massachusetts Institute of Technology w Cambridge (1979), gościł z wykładami na konferencjach w Stanach Zjednoczonych i Europie. Tworzył głównie realizowaną komputerowo muzykę elektroakustyczną, często z udziałem solistów na żywo. Wykorzystywał przekształcane i syntetyzowane komputerowo głosy. Wspólnie z Thomasem Jersem wydał pracę Computer Music: Synthesis, Composition, and Performance (Nowy Jork 1985).

## Wybrane kompozycje
(na podstawie materiałów źródłowych)
- Threnody na smyczki (1962)
- Textures na orkiestrę (1963)
- Study na orkiestrę (1964)
- Composition in 5 Parts na wiolonczelę i fortepian (1964)
- Solos and Combinations na flet, klarnet i obój (1964)
- Folia na orkiestrę kameralną (1965)
- Rota na orkiestrę (1966)
- Changes na taśmę (1970)
- Earth’s Magnetic Field na taśmę (1970)
- Speech Songs na głos syntetyzowany komputerowo (1972)
- Extensions na trąbkę i taśmę (1973)
- The Story of Our Lives na głos syntetyzowany komputerowo (1974)
- In Celebration na głos syntetyzowany komputerowo (1975)
- Palinode na orkiestrę i taśmę (1976)
- słuchowisko radiowe Cascando na aktora i taśmę do tekstu Samuela Becketta (1978)
- Any Resemblance Is Purely Coincidental na fortepian i taśmę (1980)
- Distribution, Redistribution na skrzypce, wiolonczelę i fortepian (1983)
- Mingo’s Song na głos syntetyzowany komputerowo (1983)
- The Waves na sopran i taśmę (1984)
- Profile na taśmę (1984)
- Roundelay na chór i taśmę (1985)
- Postcard from the Volcano na sopan i taśmę (1986)
- Song without Words na taśmę (1986)
- A Fractal for Wiley na taśmę (1987)
- Viola Elegy na altówkę i taśmę (1987)
- Allemande na taśmę (1988)
- Clarinet Elegy na klarnet basowy i taśmę (1988)
- Wedding Music na skrzypce i taśmę (1988)
- The Voice of Binky na taśmę (1989)
- Imaginary Narrative na taśmę (1989)
- Hoy (In His Memory) na głos i taśmę (1990)
- The One and the Other na orkiestrę kameralną (1993)
- Concert Études na skrzypce i taśmę (1994)
- Fades, Dissolves, Fizzles na taśmę (1996)
- Violin Variations na skrzypce i taśmę (2009)